# Serpenticobitis cingulata
Serpenticobitis cingulata es una especie de pez de la familia Cobitidae en el orden de los Cypriniformes.

## Morfología
- Los machos pueden llegar alcanzar los 3,9 cm de longitud total.
- Número de  vértebras: 33-35.[2][3]

## Hábitat
Vive en zonas de clima tropical.

## Distribución geográfica
Se encuentra en la  cuenca del río Mekong en Tailandia y el norte de Laos.